# Замятин, Николай Владимирович
Никола́й Влади́мирович Замя́тин (р. 30 августа 1947) — советский и российский учёный в области систем управления. Доктор технических наук (1999), профессор (2002) кафедры автоматизации обработки информации, декан факультета систем управления Томского государственного университета систем управления и радиоэлектроники (до 2010).

## Образование
- Томский политехнический институт (окончил в 1970).
- Аспирантура Томского института автоматизированных систем управления и радиоэлектроники.
- Кандидат технических наук (1975). Тема диссертации: «Разработка и исследование фотоэлектрических сканирующих устройств для изучения кинетики быстрых физико-химических процессов».
- Докторантура кафедры автоматизации обработки информации Томского института автоматизированных систем управления и радиоэлектроники (1995—1998).
- Доктор технических наук (1999). Тема диссертации: «Информационные системы для автоматизации контроля технологических процессов переработки углеводородов».

## Биография
Родился 30 августа 1947 года.
В 1985 году присвоено учёное звание доцента по кафедре автоматизации обработки информации Томского института автоматизированных систем управления и радиоэлектроники. В 2002 году присвоено учёное звание профессора по той же кафедре Томского государственного университета систем управления и радиоэлектроники. Декан факультета систем управления ТУСУР (до 2010).
Читает лекционные курсы:
- Измерительные информационные системы, сети и системы передачи данных
- Основы информационной техники
- Элементы информационных систем
- Вычислительные комплексы автоматизированных систем, ЭВМ, МВУ, ОВС
- Архитектура систем обработки информации и управления
- Нейрокомпьютерные системы
- Системы и сети передачи данных
- Цифровые системы интегрального обслуживания
- Системное программное обеспечение
- Сетевые технологии

Руководит кандидатскими диссертациями нескольких аспирантов.
Член трёх специализированных советов по защите докторских диссертаций при Томском государственном университете систем управления и радиоэлектроники, член докторского совета в Сургутском государственном университете.
Автор 125 научных публикаций.

### Монографии
- Методы идентификации в хроматографическом анализе. — Томск, 1998. — 35 с. — (Соавторы З. А. Смыслова, Н. В. Пермякова).
- Методы идентификации в хроматографическом анализе. — Томск, 1999. — 35 с.
- Синтез структур оргсистем. — Томск, 1999. — 41 с. — (Соавтор Степанова)
- Замятин Н.В., Смирнов Г.В. Нейросетевые компьютерные системы и их применение.- Томск: Изд-во ТУСУРа, 2021.- 277 с.: ил., табл

### Учебные пособия
- Цифровые сети интегрального обслуживания: Учебное пособие. — Томск, 2001. — 236 с.

### Важнейшие статьи
Абдулкина Н.Г., Замятин Н.В., Смирнов Г.В.Успехи кибернетики. 2023. Т. 4. № 2. С. 24-32.
| 2. МЕТОДИКА СИТУАЦИОННОГО УПРАВЛЕНИЯ РЕЗЕРВУАРНЫМ ПАРКОМ Замятин Н.В., Смирнов Г.В., Маковкин В.И. Успехи кибернетики. 2023. Т. 4. № 1. С. 7-14. |
| 3. ОПТИЧЕСКИЙ АБСОРБЦИОННЫЙ ГАЗОАНАЛИЗАТОР Замятин Н.В., Смирнов Г.В., Синица Л.Н. Патент на изобретение RU 2778205 C1, 15.08.2022. Заявка № 2021117706 от 18.06.2021. |
| 4. ФИЛЬТР КАЛМАНА ДЛЯ ИЗМЕРЕНИЯ УРОВНЯ ВЕЩЕСТВ В РЕЗЕРВУАРАХ Замятин Н.В., Смирнов Г.В., Маковкин В.И. Успехи кибернетики. 2022. Т. 3. № 2. С. 31-35. |
| 5. НЕЙРОСЕТЕВАЯ КАЛИБРОВКА ДАТЧИКОВ ДЛЯ ТЕХНОЛОГИЙ МИКРО- И НАНОЭЛЕКТРОНИКИ Замятин Н.В., Смирнов Г.В., Маковкин В.И. Успехи кибернетики. 2022. Т. 3. № 3. С. 74-82. |
| |
| 11. НЕКОТОРЫЕ ОСОБЕННОСТИ РЕСУРСОСБЕРЕГАЮЩЕЙ ТЕХНОЛОГИИ ПОЛУЧЕНИЯ МИНЕРАЛЬНЫХ ШВЕЛЛЕРОВ ИЗ ТВЕРДЫХ ОТХОДОВ СУБЛИМАТНОГО ПРОИЗВОДСТВА ОА «СХК» Федорчук Ю.М., Нарыжный Д.В., Аниканова Л.А., Саденова М.А., Замятин Н.В. В сборнике: Энерго-ресурсоэффективность в интересах устойчивого развития (SEWAN – 2021) = Sustainable And Efficient Use Of Energy, Water And Natural Resources(SEWAN – 2021). III международная научная конференция SEWAN – 2021 : сборник трудов. Санкт-Петербург, 2021. С. 247-248. |
| 12. ПОНЯТИЕ “БОЛЬШИЕ ДАННЫЕ”: ОНТОЛОГИЧЕСКИЙ АСПЕКТ Замятин Н.В., Суслова Т.И. В книге: Преподавание информационных технологий в Российской Федерации. Сборник научных трудов материалов Девятнадцатой открытой Всероссийской конференции. Москва, 2021. С. 287-289. |
| |
| |
| 15. НАУКА О ДАННЫХ. ФИЛОСОФСКИЕ АСПЕКТЫ Замятин Н.В., Суслова Т.И. В книге: Современные тенденции развития непрерывного образования: вызовы цифровой экономики. Материалы международной научно-методической конференции. 2020. С. 246-247. |
| 16. ДИСМЕМБРАТОР Замятин Н.В., Федорчук Ю.М., Матвиенко В.В., Смирнов Г.В., Нарыжный Д.В., Воронков Н.Н., Рябцев С.В., Саденова М.А., Малинникова Т.П. Патент на изобретение RU 2694313 C1, 11.07.2019 |

- Селекция структур оптико-электронных приборов // Оптические сканирующие устройства и измерительные приборы на их основе. — Барнаул, 1986. — С. 57-59.
- Оптико-электронные сканирующие преобразователи в устройствах контроля веществ // Оптико-электронные приборы в системах контроля. — М., 1988. — С. 35-37. — (Соавтор А. С. Лештаев)
- Автоматизированная система контроля параметров бензина // Заключительный отчет НИИАЭМ № ГР0188008408. — Томск, 1990. — 78 с.
- Автоматизация анализа пирогаза этиленовых производств // Приборы и системы упр. — 1997. — № 8. — С. 38-40. — (Соавторы Н. В. Пермякова, С. А. Райков, Б. Я. Янкелевич).
- Автоматизированная информационная система контроля параметров бензина // Приборы и системы упр. — 1998. — № 5. — С. 31-36. — (Соавтор Я. П. Шадрин).
- Моделирование состава электролитов гальванопроизводства // Автоматическое и автоматизированное управление сложными системами: Сб. статей / Под ред. Тарасенко. — Томск, 1998. — С. 179—185. — (Соавтор П. А. Бабков).
- Оптико-электронный анализатор качества бензина // Нейрокомпьютеры-98. — М., 1998. — (Соавт.: П. А. Бабков, А. П. Щербаков).
- Оценка потерь количества информации при преобразовании сигнала в электронно-оптическом преобразователе // Автоматическое и автоматизированное управление сложными системами: Сб. статей / Под ред. Тарасенко. — Томск, 1998. — С. 186 −190. — (Соавтор Б. Я. Янкилевич).
- Автоматизированная информационная система прогнозирования параметров углеводородов // Приборы и сист. упр. — 1999. — № 7. — С. 18-22. — (Соавт.: А. А. Кравчук).
- Автоматизированная информационная система учёта железнодорожных вагонов // Промышл. АСУ и контроллеры. — 1999. — № 4. — С. 49-53. — (Соавтор Е. А. Якимович).
- Аналитическая модель разделения многокомпонентной смеси в хроматографической колонке // Автоматизированные системы обработки информации, управления и проектирования. Т. 2. — Томск, 1999. — С. 92-98. — (Соавтор 0. П. Фидельский).
- Предсказание свойств углеводородов, входящих в состав нефтепродуктов // Нейроинформатика-99. В 3-х частях. Ч. 3. — М.: МИФИ, 1999. — С. 188—195. — (Соавтор А. А. Кравчук).
- Система технического зрения для распознавания номеров вагонов. Обработка изображения в задаче нейросетевого базиса // Нейроинформатика-99. В 3-х частях. Ч. 3. — М.:МИФИ, 1999. — С. 171—178. — (Соавтор Е. А. Якимович).
- Структуры измерительных схем первичных преобразователей контроля веществ // Автоматизированные системы обработки информации, управления и проектирования: Сб. Т. 2. — Томск, 1999. — С. 98-104.
- Фильтрация изображения в задаче распознавания зрительных образов // Нейрокомпьютеры: разработка, применение. — 2000. — № 2. — С. 42-47. — (Соавт.: Е. А. Якимович).
- Лабораторная автоматизированная информационно- управляющая система // Информационные технологии в территориальном управлении, промышленности, образовании: Сб. статей. — Томск, 2002. — С. 159—164. — (Соавторы Ю. Р. Абдрахимов, К. В. Воробьёв).
- Моделирование бесконтактного видеоуровнемера с использованием анализа нейронных сетей // Информационные технологии в территориальном управлении, промышленности, образовании: Сб. статей. — Томск, 2002. — С. 165—170. — (Соавторы Е. А. Якимович).
- Нейронная сеть синтеза структуры автоматизированной системы контроля параметров топлив // Информационные технологии в территориальном управлении, промышленности, образовании: Сб. статей. — Томск, 2002. — С. 171—176. — (Соавтор Р. С. Петраков).
- Управление кредитными рисками с использованием искусственных нейронных сетей // Информационные технологии в территориальном управлении, промышленности, образовании: Сб. статей. — Томск, 2002. — С. 177—181. — Соавтор В. Е. Масалов).
- Хроматографический анализ смесей углеводородов с использованием нейронных сетей // Информационные технологии в территориальном управлении, промышленности, образовании: Сб. статей. — Томск, 2002. — С. 154—158. — (Соавтор А. Т. Байдильгин).
- Цифровые сети интегрального обслуживания // Нейроинформатика-2002: Сб. — М., 2002. — (Соавторы Д. В. Медянцев, А. В. Фирсов).
- Прогнозирование энергопотребления с использованием нейронных сетей // Приборы и системы. УКД. — 2004. — № 8. — С. 12-14. — (Соавторы Д. В. Медянцев, Е. Ю. Севастьянов, Д. С. Пустовалов).

### Патенты и авторские свидетельства
| 1. СПОСОБ КОНТРОЛЯ СУШКИ КЕРАМИЧЕСКИХ ИЗДЕЛИЙ Смирнов Г.В., Замятин Н.В. Патент на изобретение RU 2763651 C1, 30.12.2021. Заявка № 2020122710 от 09.07.2020.                                                               |
| 2. СПОСОБ НЕЙТРАЛИЗАЦИИ ПОБОЧНОГО ПРОДУКТА ФТОРИСТОВОДОРОДНОГО ПРОИЗВОДСТВА Замятин Н.В., Смирнов Г.В., Федорчук Ю.М., Радивилова И.Ю. Патент на изобретение RU 2757403 C1, 15.10.2021. Заявка № 2020136611 от 09.11.2020. |
| 3. СПОСОБ СУШКИ ОТФОРМОВАННОГО КИРПИЧА-СЫРЦА Смирнов Г.В., Замятин Н.В. Патент на изобретение RU 2742163 C1, 02.02.2021. Заявка № 2020114211 от 21.04.2020.                                                                |
| 4. СПОСОБ СУШКИ КЕРАМИЧЕСКИХ ИЗДЕЛИЙ Смирнов Г.В., Замятин Н.В. Патент на изобретение RU 2743979 C1, 01.03.2021. Заявка № 2020122725 от 09.07.2020.                                                                        |
| 5. СПОСОБ СУШКИ КЕРАМИЧЕСКИХ ИЗДЕЛИЙ Смирнов Г.В., Замятин Н.В. Патент на изобретение RU 2751325 C1, 13.07.2021. Заявка № 2020122713 от 09.07.2020.                                                                        |

- Авторское свидетельство N 1099333. Фотоэлектронный регистратор. 12.12.1981. Соавт.: Госьков П. И.
- Авторское свидетельство N 1125514. Рефрактометр-колориметр. 23.07.1984. Соавт.: Лештаев А. С.
- Авторское свидетельство N 1562772. Вискозиметр. 08.01.1990.

### Интервью
- Смирнова Ольга. Николай Замятин: «Нас не зря называют самым умным факультетом ТУСУРа!» // Комсомольская правда в Томске. — 26 мая 2004 года.